# Ontginning (cultuur)
Een ontginning is in cultuur gebrachte woeste grond voor agrarisch gebruik of bosbouw.
Bij een bosontginning wordt het bos gekapt of uitgedund voor de teelt van landbouwgewassen. Ontginning kan eveneens gaan om het productief maken van hulpbronnen, bijvoorbeeld olievelden, gasvelden, steenkoollagen en ertslagen.
Voor grootschalige ontginning moet er infrastructuur aangelegd, uitgebreid of veranderd worden. Turfsteken was bijvoorbeeld nauwelijks rendabel te maken zonder de aanleg van turfvaarten. Een kolenmijn is een stuk ondergrondse infrastructuur, maar bovengronds moet de delfstof afgevoerd en bouwmateriaal aangevoerd worden. De winning van bruinkool in dagbouw vereist het afgraven en afvoeren van enorme hoeveelheden materiaal, waarvoor soms hele dorpen moeten wijken.
Voorbeelden van ontginningen in Nederland zijn voormalige moeras-, veen-, heide- of duingebieden, kwelders en beeklanden.